# Lexin
Lexin är ett internetbaserat lexikon för 15 minoritetsspråk. Lexikonet är ett samarbete mellan Institutet för språk och folkminnen och Kungliga Tekniska högskolan. Lexin riktar sig till de som undervisas i svenska som andraspråk varför facktermer eller mer ovanliga ord saknas. Tjänsten är gratis.
Algoritmen som används för att snabbt hitta det ord som söks efter är skriven av Viggo Kann. Flera olika myndigheter har över tid varit ansvariga för Lexin men sedan januari 2007 ägs Lexin av Språkrådet. 

## Bakgrund
Det grundläggande arbetet, som inleddes av Statens institut för läromedel och Statens invandrarverk, avslutades 1984. Då övertogs ansvaret av Statens institut för läromedel huvudansvaret som i samråd med Skolöverstyrelsen ta fram ett lexikon för invandrare. År 1991 övertog Skolverket ansvaret och 2003 lades ansvaret på Myndigheten för skolutveckling. År 2007 övertog avdelningen Institutet för språk och folkminnen på Språkrådet ansvaret.

## Omfattning
Det består av en kombination av lexikon och ordböcker. Lexin omfattar idag cirka 30 000 ord på ett flertal olika språk:
- Svensk-engelskt lexikon
- Svensk-albanskt lexikon
- Svensk-arabiskt lexikon
- Svensk-bosniskt lexikon
- Svensk-finskt lexikon
- Svensk-grekiskt lexikon
- Svensk-kroatiskt lexikon
- Svensk-kurdiskt lexkikon (nordkurdiskt/kurmanji)
- Svensk-ryskt lexikon
- Svensk-serbiskt lexikon (latinska alfabetet)
- Svensk-serbiskt lexikon (kyrilliska alfabetet)
- Svensk-somaliskt lexikon
- Svensk-spanskt lexikon (inklusive spanskamerikanska varianter)
- Svensk-turkiskt lexikon
- Svensk-ukrainskt lexikon[5]

Utöver detta finns en version med svenska ord. I den versionen finns de svenska orden också inspelade med uttal av uppslagsorden.

## Bildteman
Bildteman eller Ljud- och bildordlista, är en vidareutveckling av Lexin och är en flerspråkig interaktiv ordlista som innehåller definitioner av 1 800 vardagliga termer. Alla termer går att lyssna på så man hör hur de ska uttalas.
Bildteman är uppdelat i 31 olika huvudområden, som exempelvis "människokroppen", eller "fåglar och blommor". Varje huvudområde är i sin tur indelade i underområden. 
Ordlistan Bildtema finns tillgängligt i följande språk och språkvarianter:
- Albanska – Shqip
- Amhariska – አማርኛ (Amarinja)
- Arabiska – العربية (al-ʿArabīyah)
- Bosniska – Bosanski jezik
- Engelska – English
- Finska – Suomi
- Grekiska – Ελληνικά (Elliniká)
- Jiddisch – ייִדיש (Yidish)
- Kurdiska – کوردی (Kurdî)
  - Nordkurdiska – کوردیا ژۆرین (Kurdiya jorîn), کورمانجی (Kurmanji)
  - Sydkurdiska – کوردی خواریگ (Kurdîy xwarîg), پەهلەوانی (Pehlewanî)
- Meänkieli – Meänkieli
- Persiska – فارسی (Fârsi)
  - Dari – دری (Fārsī-ye darī)
- Romani – Romani chib (betaversion)
  - Arli – Arlikane, Arlisko
  - Kalderash – Kalderaš
  - Lovara – Lovaricko
- Ryska – Русский (Russkij jazyk)
- Samiska – Sámegielat
  - Lulesamiska – Julevsámegiella
  - Nordsamiska – Davvisámegiella
  - Sydsamiska – Åarjelsámegiella
- Spanska – Español
- Svenska – Svenska
  - Svenska – Svenska
  - Svenska – Svenska för övningar
- Tigrinska – ትግርኛ (Tigriññā)
- Turkiska – Türkçe